# Gheorghe Maftei (bober)
Gheorghe Maftei (n. 7 aprilie 1939, Mogoșești, România – d. ianuarie 2006) a fost un bober român.

## Carieră
S-a apucat mai întâi de atletism. Apoi a trecut la bob și a devenit campion național din 1960 în proba de bob de două persoane. Împreună cu pilotul Ion Panțuru câștigat Cupa Mondială a tineretului din 1963. La Jocurile Olimpice de iarnă din 1964 de la Innsbruck s-a clasat pe locul 15 în proba de bob de patru persoane, alături de Ion Panțuru, Constantin Cotacu și Hariton Pașovschi.
Împreună cu pilotul Ion Panțuru, Petre Hristovici și Nicolae Neagoe a cucerit titlul european, în 1967, la Innsbruck, în proba de bob de patru persoane. La Campionatul European din 1968 de la St. Moritz echipa României a câștigat medalia de argint.
În același an, sportivii români au participat la Jocurile Olimpice de iarnă. La Grenoble au obținut locul patru, doar o zecime de secundă în urmă față de bobul elvețienilor. În plus, Gheorghe Maftei a luat startul cu Romeo Nedelcu la bob-2, dar ei nu au terminat cursa.

## Distincții
- Medalia „Meritul Sportiv” clasa I (29 decembrie 1967) „pentru merite deosebite în domeniul culturii fizice și sportului”[10]